# Felix Bohnke
Felix Bohnke est le batteur actuel du groupe de power metal allemand Edguy. Il est né le 2 septembre 1974 à Königstein im Taunus. En plus de jouer pour le groupe Edguy qu'il a rejoint en 1998, Bohnke a participé à 2 albums, The Wicked Symphony et Angel of Babylon, mais également aux tournées du projet Avantasia fondé par Tobias Sammet, le leader et vocaliste du groupe Edguy.